# Bloemisterij J.P. Hartmann
Bloemisterij J.P. Hartmann of Etablissement d'Horticulture J.-P. Hartmann was een Belgisch tuinbouwbedrijf.
Het werd in januari 1897 gesticht te Sint-Amandsberg door de Deense Johannes Palmer Hartmann (1870-1948). Het bedrijf groeide in enkele jaren tijd uit tot het grootste tuinbouwbedrijf van Gent en was wereldwijd gekend voor het kweken van azalea’s, laurierbomen, palmen, camelia’s en knolbegonia’s. In 1948 nam Oluf Palmer Hartmann (1925-2008) het bedrijf van zijn vader over. Na een periode van crisis besliste Oluf in 1974 om te stoppen met de firma.

## Geschiedenis

### Een bescheiden begin
Na een opleiding in de tuinbouwschool van Kopenhagen en een aantal studiereizen doorheen Europa, werkte Johannes Hartmann mee in het tuinbouwbedrijf van Karel Petrick in Sint-Amandsberg. Daar zag hij dat de aardappelgronden in Sint-Amandsberg uiterst geschikt waren om azalea’s te kweken. Daarom kocht Hartmann een huisje met aanpalend aardappelveld van 5000 vierkante meter, aan het Prins Albertplein (het huidige Henri Van Cleemputteplein). Op dit terrein startte hij in januari 1897 een bescheiden tuinbouwbedrijfje. In het noordwesten was het terrein begrensd door een zandweg die het ‘Slokkeboomke’ werd genoemd (de huidige Azaleastraat). De bloemenvelden reikten in het noorden tot de toenmalige spoorweg Gent-Antwerpen (de huidige Victor Braeckmanlaan). In het zuiden raakten ze aan de landbouwgronden van de Sint-Baafskouter. Hartmann liet op zijn terrein zes kleine serres en een remise bouwen. Bij de start had het bedrijf één arbeider in dienst.
In 1899 werd het bedrijf getroffen door tegenslag; de opslagplaats en een deel van de serres gingen in vlammen op. Toch bleef Johannes doorgaan met zijn jonge onderneming.

### Een bedrijf in bloei
De tegenslag van 1899 leek in 1903 helemaal vergeten toen de firma Hartmann de aandacht trok op de Gentse floraliën. Hartmann pakte uit met de nieuwste azaleavariëteiten van het moment.
Er gebeurde ook al een eerste uitbreiding van de infrastructuur in 1904, toen er een grote verzendingshal en een eerste watertoren gebouwd werden.
Na de Eerste Wereldoorlog volgden de jaren van expansie voor het bedrijf. In 1924 stonden er 80 serres op het terrein. In 1928 wilde Hartmann een wintertuin, geïnspireerd op de wintertuin van Charles de Kerchove de Denterghem aan de Nieuwe Wandeling, die in 1875 werd aangelegd. In 1930 was de oppervlakte van het bedrijf al vergroot tot 10000 vierkante meter. Hartmann was in het bezit van een honderdtal serres en vier grote remises van elk 200 vierkante meter, die de helft van de bedrijfsoppervlakte innamen. In de serres overwinterden de planten en in de remises werden de planten ingepakt. Bloemisterij Hartmann had ook drie waterreservoirs van elk 200000 liter waarin het sproeiwater voor de planten werd opgeslagen. Om het water rond te pompen, de machines te laten draaien en de verlichting te laten branden, was de firma ook uitgerust met een elektriciteitscentrale. Op dat moment had Hartmann 125 werknemers in dienst. De man was ook in het bezit van enkele andere bedrijven in de omgeving en samen met die andere bedrijven vormde bloemisterij Hartmann een geheel.
De steeds groter wordende firma werd in het interbellum dan ook een publiekstrekker op de vijfjaarlijkse Gentse floraliën. Bloemisterij Hartmann stond er bekend om haar grote aanvoer van planten. In 1923 stelde het bedrijf Hartmann bijzondere palmen tentoon. In 1928 focuste hij dan weer op camelia’s en laurierbomen. In 1933 blonk de firma uit door overvloedig bloeiende rododendrons te exposeren, terwijl er dat jaar in het algemeen minder rododendrons werden aangevoerd op de Gentse Floraliën. Ook in de afdeling laurierbomen was de firma Hartmann goed vertegenwoordigd. In de floraliën van 1923, 1928, 1933 en 1938 werd hij telkens met een 50-tal prijzen onderscheiden. Hij kreeg ook tweemaal de ereprijs van Hare Majesteit Koningin Elisabeth in 1923 en 1938 voor de mooiste azalea. De firma Van Houtte senior was een van de grootste concurrenten van Hartmann op vlak van bloeiende planten, zoals azalea’s en rododendrons.
In het bedrijf werden jaarlijks 2 miljoen knollen van gloxioma’s en begonia’s gekweekt. Ook azalea’s, araucaria’s, laurierplanten, palmen en rododendrons behoorden tot de afgeleverde planten. Zo kweekte bloemisterij Hartmann jaarlijks 200000 Indica azalea’s en 150000 araucaria's die in de herfst werden verkocht. Hartmann liet elk najaar 1 miljoen kokospalmzaden uit Brazilië en 45 miljoen Howea-zaden uit Australië importeren. Deze werden dan door siertelers in de omgeving van Gent gezaaid en werden later als planten geleverd aan bloemisterij Hartmann. Een bepaalde palmsoort, de Phoenix canariensis, werd gezaaid en opgekweekt in een bedrijf in Midden-Frankrijk en daarna, wanneer de planten drie tot vier jaar oud waren, naar Gent gebracht. Na een cultuur van nog eens zes maand werden ze verder verkocht. Gedurende de uitvoermaanden vertrokken er tot 80 wagens, wat neerkomt op een gemiddelde van één wagen per dag.
Om de internationale handel te verzekeren had Hartmann 12 agenten in dienst in de rest van Europa, in Canada en in Zuid-Amerika. Het bedrijf leverde onder andere palmbomen, laurieren, azalea’s, araucaria’s en hortensia’s aan de sjah van Perzië, aan de oom van koning Farouk van Egypte en aan de koningshuizen van Roemenië en Bulgarije.
Door de bekendheid van de bloemisterij, liepen er regelmatig Deense telers stage om hun kennis te verbeteren.

### Tweede Wereldoorlog en de overname door Oluf
Tijdens de Tweede Wereldoorlog werd er in een groot deel van de serres plaatsgemaakt voor het kweken van tomaten in plaats van planten en bloemen. Ook op de bloemenvelden buiten werden hier en daar aardappelen geteeld. Verder was er ook beperkte schade door de bombardementen. Het glas van de serres in de wintertuin brak hierbij.
Toch bleef het bedrijf na de Tweede Wereldoorlog voortbestaan. Vanaf 1945 assisteerde Oluf, de oudste zoon van Johannes, zijn vader in het bedrijf. Toen Johannes in 1948 stierf nam Oluf het roer over.
De bloemisterij had in 1949 een oppervlakte van 50000 vierkante meter. 12000 vierkante meter was daarvan ingenomen door 80 serres. 2000 vierkante meter was bebouwd met vier grote remises waar de planten verpakt werden en twee grote overdekte ruimtes om de araucaria’s te laten groeien. Het personeel schommelde tussen 50 en 75 werklui.
De buitenlandse bloemen- en plantenexport nam echter stelselmatig af doordat buitenlandse klanten zelf met de auto naar de bloemisterijen trokken. Ook werd de firma Hartmann getroffen door de oliecrisis. Bovendien geraakten de 50-jaar oude serres versleten. Oluf Hartmann besliste in 1974 dan ook om definitief met bloemisterij Hartmann te stoppen.